# Бернард Гайтінк
Бернард Йоган Герман Гайтінк (нід. Bernard Johan Herman Haitink; 4 березня 1929, Амстердам — 21 жовтня 2021) — нідерландський диригент.
Навчався в Амстердамській консерваторії як скрипаль, потім в 1954—1955 роках вивчав диригування під керівництвом Фердинанда Лайтнера. У 1955 році вступив другим диригентом у Оркестрі Нідерландського радіо, в 1957—1961 роках очолював його. З 1959 року почав також працювати в штаті оркестру Концертгебау, в 1961 році став його головним диригентом і займав цю посаду до 1988 року (протягом перших двох сезонів — спільно з Ойґеном Йохумом). Одночасно в 1967—1979 роках був головним диригентом Лондонського філармонічного оркестру, в 1978—1988 роках — художнім керівником Глайндборнського оперного фестивалю.
У 1987—2002 роках Гайтінк очолював Королівський театр Ковент-Гарден, потім протягом двох років керував Дрезденською державною капелою, але в 2004 році розірвав чотирирічний контракт через розбіжності з інтендантом (директором) капели з організаційних питань.
У 1994—2000 роках керував Молодіжним оркестром Європейського союзу.
З 2006 року Хайтінк — головний диригент Чиказького симфонічного оркестру; перший сезон роботи приніс йому в 2007 році звання «Музикант року» за версією асоціації професійних музикантів «Musical America».
Нагороджений Орденом Британської імперії, Оранським орденом, премією греммі за найкращий оперний спектакль.